# Копытов, Михаил Борисович
Михаи́л Бори́сович Копы́тов (1921—1974) — ефрейтор Рабоче-крестьянской Красной Армии, участник Великой Отечественной войны, Герой Советского Союза (1944).

## Биография
Родился 17 сентября 1921 года в селе Фоминское (ныне — Бийский городской округ Алтайского края). После окончания семи классов школы работал в колхозе, затем стал шофёром. В октябре 1941 года был призван на службу в Рабоче-крестьянскую Красную Армию. С 1942 года — на фронтах Великой Отечественной войны. Принимал участие в боях на Северо-Западном, Воронежском, 1-м и 2-м Украинских фронтах.
К октябрю 1943 года гвардии ефрейтор Михаил Копытов был разведчиком 9-го гвардейского воздушно-десантного полка 4-й гвардейской воздушно-десантной дивизии 60-й армии Воронежского фронта. Отличился во время битвы за Днепр. 7 октября 1943 года проник во вражеский тыл в районе села Губин Чернобыльского района Киевской области Украинской ССР и лично уничтожил немецкий миномётный расчёт, пулемёт, штабной блиндаж, перерезал в нескольких местах линию связи. В бою с превосходящими силами противника уничтожил около 30 солдат и офицеров противника, захватил контрольного пленного и важные документы, после чего успешно вернулся в расположение своей части.
Указом Президиума Верховного Совета СССР «О присвоении звания Героя Советского Союза генералам, офицерскому, сержантскому и рядовому составу Красной Армии» от 10 января 1944 года за «образцовое выполнение боевых заданий командования на фронте борьбы с немецко-фашистскими захватчиками и проявленные при этом отвагу и геройство» был удостоен высокого звания Героя Советского Союза с вручением ордена Ленина и медали «Золотая Звезда» за номером 6369.
После окончания войны был демобилизован. Проживал в посёлке Сорокино (ныне — город Заринск Алтайского края), работал сначала слесарем на Бийской спичечной фабрике, затем инспектором по технике безопасности в строительно-монтажном тресте № 122. Умер 14 апреля 1974 года.
Был также награждён рядом медалей.